# Adams ribben
Adams ribben (russisk: Ребро Адама) er en sovjetisk spillefilm fra 1990 af Vjatjeslav Krisjtofovitj.

## Medvirkende
- Inna Tjurikova som Nina
- Jelena Bogdanova
- Svetlana Rjabova som Lidija
- Marija Golubkina som Nastja
- Andrej Tolubejev